# Капетановичи
Капетановичи (серб. Капетановићи / Kapetanovići) — село в общине Вишеград Республики Сербской Боснии и Герцеговины. В настоящее время село необитаемо.